# Beretta 92
Beretta 92 (kao Beretta 96 i Beretta 98) je serija poluautomatskih pištolja koje je dizajnirala i proizvela talijanska tvrtka Beretta. Model 92 je dizajniran 1972. godine te se do danas proizvodi u različitim inačicama i različitim kalibarima. Oružane snage SAD-a su svoj pištolj M1911 1985. godine zamijenile s Berettom 92.
Proizvodnja Berette 92 je započela 1975. godine te je u prvih godinu dana proizvedeno 5.000 primjeraka.
Beretta 92 dijeli se na četiri različite konfiguracije (FS, G, D i DS) te koristi četiri kalibra:
- serija 92: 9×19mm Parabellum/Luger,
- serija 96: .40 S&W (10×22mm),
- serija 98: 9×21mm IMI i
- serije 98 i 99: 7,65×21mm Parabellum.

## Povijest
Pištolj Beretta 92 je razvijen na temelju dizajna Berettinih ranijih pištolja, posebice modela M1922 i M1951. Berettu 92 su 1972. godine dizajnirali Carlo Beretta, Giuseppe Mazzetti i Vittorio Valle, iskusni dizajnerski tim na području vatrenog oružja. Sam pištolj je prvi puta proizveden 1975. godine.

### 92
Prvi Berettin dizajn na temelju kojeg je od 1975. do 1976. godine proizvedeno 5.000 pištolja.

### 92S
Kako bi se zadovoljili zahtjevi nekih službi koje su koristile Berettu, tvrtka je izvršila neke izmjene na modelu 92 što je rezultiralo stvaranjem Berette 92S. Tu inačicu koristile su neke talijanske vojne i policijske jedinice. U kasnijem razvoju premješten je gumb za otpuštanje okvira (modeli 92 i 92S) što je značilo da pištolji nisu mogli koristiti okvire koji su kasnije proizvedeni, osim ako na njima nisu napravljeni potrebni urezi.

### 92SB (92S-1)
Iznimno rijetki model koji je u početku nazvan 92S-1 a dizajniran je za potrebe američkog ratnog zrakoplovstva koje je izdalo javni natječaj za uvođenje novog pištolja u svoje redove. Beretta je s tim modelom pobijedila na natječaju.
Također, na temelju te inačice razvijena je Beretta 92SB Compact s kraćom cijevi i okvirom kapaciteta 13 metaka. Proizvodila se od 1981. do 1991. godine a zamijenio ju je model 92 Compact L.

### 92F (92SB-F)
Modificirani model inačice 92SB u kojoj slovo F označava da je pištolj bio na američkim federalnim testiranjima. S druge strane, pištolj kojeg su testirale francuske vlasti imao je oznaku G.
Razlike u odnosu na model 92SB su:
- drugačiji dizajn dijelova kako bi se što više pojednostavilo održavanje i čišćenje oružja,
- tvrda kromirana cijev je zaštićena od korozije,
- nanos novog površinskog premaza koji osigurava bolju otpornost na koroziju u odnosu na prethodnji premaz.

### 92FS
Značajka ovog modela je da ako dođe do oštećenja pištolja, okviru je onemogućeno "iskakanje" iz njega. To je bio Berettin "odgovor" na primjedbe o neispravnim okvirima tokom američkih vojnih testiranja.

## Dizajn
Beretta 92 je dizajnirana tako da se okvir sa streljivom može lako stavljati i vaditi iz pištolja kao i jednostavno čišćenje oružja. Tvrda kromirana cijev je zaštićena od korozije. Dobra preciznost Berette 92 osigurana je i prilikom korištenja supresora zvuka (prigušivača). Time se Beretta uvelike razlikuje od Browningovog kompleksnog dizajna cijevi pištolja.
Daljnjim razvojem (Beretta 92/96 ) je dodatno smanjena težina pištolja korištenjem polimera i polimerskih derivata, kao i njegova cijena. Neki od dijelova koji su izrađeni od tog materijala su sigurnosna kočnica i okidač. Zbog toga su (gledajući s vizualne strane) ne-polimerski dijelovi obojeni u crno.
Na temelju Berette 92 izrađeno je nekoliko inačica sa sličnim mehanizmom, kao što je Beretta 90two.

## Inačice

### Kalibarska podjela
Berettu 92 na temelju korištenog kalibra streljiva možemo podijeliti na:
- serija 92: 9×19mm Parabellum.
- serija 93: 9×19mm Parabellum. Ova inačica koristi okvire od 13 i 20 metaka te može imati automatski, poluautomatski i rafalni (tri metka) način paljbe.
- serija 96: .40 S&W. Predstavljen 1990. godine.
- serije 98 i 99: 9×21mm IMI. Ova inačica je uvedena na tržište 1991. godine te se za nju ilegalnim putem nabavljalo vojno streljivo kalibra 9×19mm (primjer u Italiji). Također, proizvedeno je i 5.000 komada inačice 98F kojima je namijenjeno streljivo kalibra .30 Luger.

### Operativna podjela
- F modeli
  - poznat i kao 92SB-F, model 92F je razvijen 1983. godine kao druga izmjena inačice 92SB. Model 92FS je tvrtka Beretta predstavila kao vlastiti pištolj na testiranju za uvođenje novog oružja u oružane snage SAD-a 1985. godine. Pištolj je pobijedio na natječaju te je njegova proizvodnja nakon Italije licencno preseljena u Sjedinjene Države. Taj model su koristile i druge vojne i policijske snage diljem svijeta.
- G modeli
  - G model (fra. Gendarmerie Nationale; hrv. Nacionalna žandarmerija) je prihvatila francuska vojska te ima manje promjene u odnosu na 92FS, npr. nema sigurnosnu kočnicu.
- DS modeli
  - model koji kako mu ime govori (eng. Double action only) omogućuje rafalnu paljbu od dva metka. Sigurnosna kočnica je identična onoj od 92FS.
- D modeli
  - također modeli koji omogućuju rafalnu paljbu. Identičan DS modelu, ali bez sigurnosne kočnice.
- Centurion modeli
  - okviri i njihov kapacitet su identični osnovnom modelu 92FS, a pištolj je manje dužine od Compact inačice. U nekim zemljama su dostupni modeli Special G Centurion, DS Centurion i D Centurion.
- Konvertirani modeli za potrebe natjecanja
  - standardni model može biti specijalno konvertiran za potrebe natjecanja u gađanju. Ta modifikacija uključuje cijev duljine 190 mm, potpuno podesiv nišan i ergonomski riješen okidač.
- Modeli za gađanje
  - za razliku od prethodne inačice, ova inačica nije naknadno konvertirana nego je tvornički izrađena za potrebe natjecanja u gađanju te ima sve U.I.T.S. standarde za pištolje velikog kalibra. Razlike u odnosu na osnovni model 92FS je cijev od 150 mm, potpuno podesiv nišan, ergonomski riješen okidač i završni finiš koji onemogućava da oružje isklizne iz ruke.
- Inox modeli
  - dijelovi ovog modela su izrađeni od nehrđajućeg čelika i to: cijev, sigurnosna kočnica, okidač te još neki dijelovi.

### Opcionalna podjela
- Vertec (2003. - danas)
  - jedna od zanimljivosti ovog modela je uklonjiv prednji ciljnik koji je moguće zamijeniti s ciljnikom od tricija.
- Brigadier (1993. – 2006.)
  - 60 grama teži i 1 mm širi okvir poboljšava kontrolu paljbe prilikom brze paljbe u kratkom razdoblju. Također, model Brigadier ima mogućnost uklanjanja prednjeg i stražnjeg ciljnika.
- Elite I (1999. – 2001.)
  - ova inačica koristi teži okvir od Brigadiera i nehrđajuću cijev od inoxa. Neke od značajki su preuzete iz G modela. Predstavljen je 1999. godine dok je 2001. zamijenjen modelom Elite IA.

- Elite IA (2001. – 2006.)
  - riječ je o crnom Vertec modelu s Brigadierovim značajkama (preuzetim od G modela). Cijev je izrađena od nehrđajućeg čelika te je također obojana u crno.
- Elite II (2001. – 2006.)
  - također nasljednik modela Elite I s tzv. Novak ciljnikom te mnogim tehničkim promjenama.
- Inox (danas)
  - cijev i okvir su izrađeni od nehrđajućeg čelika.
- Compact L (1992. - danas)
  - kraća cijev i kompaktan okvir od 13 metaka.
- Compact Type M (1992. - danas)
- model sličan Compact L-u, ali s tanjim okidačem i okvirom od 8 metaka.
- Centurion (1992. – 1997.)
  - kraća cijev (kao Compact L) ali uz okvir standardne veličine sa zaštiom od prašine.
- CB (1992. – 1993.)
  - dizajniran je za sportsku uporabu.
- Stock (1994. - danas)
  - također je dizajniran za sportsku uporabu i koristi teže Brigadierove okvire.
- Combat (1994. – 2001.)
  - također je dizajniran za sportsku uporabu i koristi teže Brigadierove okvire. Dolazi s dodatnom cijevi veće dužine.
- Billennium (2001.)
  - limitirano izdanje od svega 2.000 pištolja izrađenih u čast 2000. godini. Kao i prethodnici, također koristi teži okvir od modela Brigadier.
- Steel I (2004. – 2006.)
  - model s cijevi od nehrđajućeg čelika također je izrađen za potrebe kolekcionara. Može se upotrebljavati i na natjecanjima gađanja.

### Podjela prema kapacitetu okvira
Pištolji iz serija 92 i 98 koriste okvire kapaciteta 10, 15, 17, 18 i 20 metaka, dok pištolji iz serije 96 koriste okvire od 12 metaka. Compact L primjenjuje okvire od 10 i 13 metaka, dok se Compact Type M služi okvirima s 8 metaka.

### 93R
Beretta 93R je značajno redizajnirana u odnosu na modele iz serije 92 pa omogućuje rafalnu paljbu od tri metka. Danas postoji malo pištolja ovog modela.

### 92A1 i 96A1
Novi pištolji iz Berettine serije 92 koji su predstavljeni 2010. godine. Temelje se na elementima inačica 92FS i 90two. Model 96A1 je varijanta 92A1 koja koristi streljivo kalibra .40 S&W.

## Taurus
Beretta 92 je isprva dizajnirana za potrebe policije i sporta, ali je zbog svoje velike pouzdanosti našla primjenu u četiri južnoameričke vojske. Tako su brazilske oružane snage sklopile veliki ugovor s Berettom koja je u Brazilu otvorila tvornicu. Ta tvornica je kasnije prodana brazilskom proizvođaču oružja Taurusu. Taurus je proizvodio Berettu pod nazivom Taurus PT92 bez uporabe licence jer su patentna prava na dizajn Berette 92 istekla. Taurus PT92 se u odnosu na talijanski original razlikuje po mjestu na kojem je smještena sigurnosna kočnica.

## Korisnici
- Albanija: specijalne snage.[3]
- Alžir[4]
- Bangladeš: specijalne sigurnosne snage.[5]
- Brazil: brazilske oružane snage i vojna policija.[4]
- Čile[6]
- Francuska: standardni pištolj francuske vojske pod oznakom PAMAS G1 (fra. Pistolet Automatique de la Manufacture d'Armes de Saint-Étienne; hrv. Automatski pištolj proizvođača Saint Etienne).[7] Također se koristi i u Nacionalnoj žandarmeriji.[8]
- Indija[4]
- Indonezija: Khusus Kopassus i Kopaska - specijalne postrojbe Republike Indonezije.[9]
- Irak: iračke oružane snage koriste model 92FS.[10]
- Iran[6]
- Italija: talijanska vojska i razne policijske snage.[8][11]
- JAR: od 1992. godine se proizvodi na temelju licence kao Vektor Z88, a koristi ga južnoafrička policija.[12]
- Jordan[4]
- Kolumbija[4]
- Kuvajt[4]
- Luksemburg: Unité Spéciale de la Police.[13][14][15]
- Malezija: kraljevska malajska policija (Pasukan Gerakan Khas).
- Maroko[4]
- Meksiko: razne grane meksičke vojske.[6]
- Nigerija[4]
- Pakistan: specijalne snage pakistanske vojske.[16]
- Peru[4]
- SAD: u službi oružanih snaga SAD-a (posebice u USAF-u) od 1985. godine.[8][11] Također, koristi se i u pograničnoj ophodnji te američkoj emigracijskoj i naturalizacijskoj službi.[4] Model 96D je prije koristila policija savezne države Maryland,[17] ali je u svibnju 2008. godine zamijenjen s Berettom Px4 Storm.[18]
- Slovenija: slovenska vojska (od 1991. godine) i policija.[19]
- Sudan[4]
- Turska[4]
- Venezuela[4]

### Američka vojna uporaba
Kada je USAF započeo s programom uvođenja novog malog oružja u vlastite redove, na natječaj se prijavila i Beretta koja je pobijedila s modelom Beretta 92SB (92S-1). Međutim, američka vojska je osporila metode testiranja koje je proveo USAF. Zbog toga je na ponovljenom testiranju Beretta ponudila poboljšani model Beretta 92SB-F. Tvrtka ponovo pobjeđuje te se pištolj uvodi u vojsku pod američkom oznakom M9 (jer se licencno proizvodila u SAD-u). M9 je namjeravao zamijeniti Coltov pištolj M1911 te pištolje i revolvere kalibra .38. Tako je proizvedeno više od 500.000 pištolja M9 te je u velikoj mjeri postignut prijalaz na novo oružje.
U svibnju 2005. godine američki marinski korpus je potpisao ugovor s Berettom o 3.480 modela M9A1 koji bi ušli u službu. Riječ je o izmijenjenom modelu M9.
Beretta je imala dva velika vojna ugovora: prvi s američkom vojskom o 500.000 i drugi s francuskom vojskom o 230.000 pištolja. Na temelju ugovora s Francuskom dogovoreno je da će zemlja dostaviti Italiji potreban čelik za proizvodnju pištolja koje će tamo na temelju licence proizvoditi vojna industrija GIAT.
Nakon godine dana besprijekorne proizvodnje i ispitivanja M9 pištolja u Italiji (pod nadzorom predstavnika američke Vlade), proizvodnja je preseljena u tvornicu Beretta U.S.A. u američkoj saveznoj državi Maryland. Za potrebe američke vojske za pištolje je razvijeno 9 mm streljivo pod nazivom M882. Tokom testiranja i korištenja novog streljiva počeli su se javljati problemi. Na nekim su testiranjima okviri pištolja pokazivali na mikroskopske pukotine nakon ispucanih 5.000 metaka.
Rane analize koje je provela vojska ukazale su da je razlog tome sam pištolj. Beretta je na to odgovorila tražeći vlastito testiranje M882 streljiva. Nezadovoljna napretkom i metodologijom vojnog testiranja streljiva, tvrtka je provela vlastito neovisno testiranje koje je pokazalo da se u metcima stvara visoki tlak. Zbog toga je Beretta razvila sigurnosni mehanizam koji znatno smanjuje postojeći rizik. Također, provedene su i znatne promjene na M882 streljivu zbog čega više nije dolazilo do postojećeg oštećenja okvira. Zbog toga je povećam prosječni životni vijek pištolja te se u prosjeku kvar na oružju javlja nakon svakih ispaljenih 17.500 metaka.

## M9A1 & 92FS
Većina ljudi neprestano misli da se Beretta 92FS zove M9 u američkoj vojsci, međutim, uočite razlike između dva pištolja:
M9 ima deblji prednji dio okidačevog štitnika (triggerguard), prednji i zadnji dio drške je rebrast, M9 ima Picatinny šinu za montiranje lasera i baterijskih svjetiljka. 92FS ima drukčije vijke na drški i sigurnosni okidač. 92FS ima 2 bijele točke na prednjim ciljnicima i 1 točku na prednjem ciljniku, dok M9 ima samo jednu točku na prednjem ciljniku.

## Vanjske poveznice
- Web stranica o Beretti 92  Arhivirana inačica izvorne stranice od 1. ožujka 2010. (Wayback Machine)
- Detalji o Beretti 92
- Kratka priča o pištolju i njegovim derivatima
- How To Make The 92FS 9mm Shoot  Arhivirana inačica izvorne stranice od 17. kolovoza 2007. (Wayback Machine)
- Berettin pogon u SAD-u